# Inteligentni načrt
Inteligentni načrt ali razumski načrt, s tujko inteligentni dizajn (angleško Intelligent design, kratica ID), je teza, da je možno določene lastnosti vesolja in živih bitij bolje razložiti z inteligentnim načrtovalcem kot z neusmerjenimi procesi, kakršen je naravni izbor. Je oblika kreacionizma in sodobna priredba klasičnega teleološkega argumenta za obstoj boga, na prvi pogled oblikovana kot znanstvena hipoteza, ki ne opredeljuje lastnosti ali identitete »inteligentnega načrtovalca« oz. stvarnika.
Glavni zagovorniki so povezani z organizacijo Discovery Institute, konzervativnim možganskim trustom iz Seattla (ZDA) in posredno predpostavljajo, da je načrtovalec Bog, kot ga razume krščanstvo.

## Argumenti
Inteligentni načrt predpostavlja temeljito predrugačenje načel znanosti, ki naj bi uporabljala nadnaravne razlage pojavov, kar je stališče, poznano kot »teistična znanost«. Med glavnimi trditvami, ki jih zagovorniki navajajo v podporo svojega prepričanja, sta t. i. »nepoenostavljiva kompleksnost« in »specifična kompleksnost«. Trdijo, da naturalistične razlage vzorcev v naravi niso verjetne oz. smiselne in da je inteligentni stvarnik edina možna razlaga. »Nepoenostavljiva kompleksnost« pomeni, da kompleksen sistem, sestavljen iz več elementov, vsi od katerih so nujni za njegovo delovanje, ni mogel nastati s postopnim dodajanjem, torej ga je moral nekdo ustvariti v celoti. »Specifična kompleksnost« pa se nanaša na sistem, ki ima točno določeno funkcijo in je hkrati tako kompleksen, da ni mogel nastati po naključju. Znanstvena skupnost nasprotuje ideji o razširitvi znanosti z nadnaravnimi razlagami in je zavrnila oba glavna argumenta zagovornikov inteligentnega načrta na podlagi cele vrste metodoloških pomanjkljivosti ter nasprotujočih dejstev.
Pomemben element gibanja je tudi prepričevanje javnosti, da vlada v sodobnem naravoslovju globok razkol med zagovorniki in nasprotniki teorije evolucije. Discovery Institute je tako leta 2001 objavil izjavo A Scientific Dissent From Darwinism, ki izraža skepticizem nad idejo, da so naključne mutacije in naravni izbor zadovoljiva razlaga kompleksnosti življenja, in jo je do avgusta 2008 podpisalo 761 posameznikov. Voditelji izjavo pogosto uporabljajo v kampanjah v podporo inteligentnemu načrtu z namenom diskreditirati teorijo evolucije kot idejo, ki v znanosti nima široke podpore. Kritiki tega pristopa izpostavljajo, da med podpisniki ni prav veliko biologov in da je izjava zavajajoče sestavljena, saj podpisniki z njo niso izrazili podpore inteligentnemu načrtu, temveč le skepticizem nad določenimi elementi Darwinove hipoteze, ki ne predstavlja sodobnega razumevanja evolucije v celoti. Podobno kontroverzen je dokumentarni film Expelled: No Intelligence Allowed (2008), ki ga Discovery Institute prikazuje v okviru svojih kampanj za spremembo zakonodaje pri ameriških zveznih oblasteh. Ta prikazuje podpornike inteligentnega načrta kot žrtve zarote »mainstream« znanosti in povezuje teorijo evolucije s fašizmom, nacističnim holokavstom, komunizmom, ateizmom ter evgeniko. Kritiki so ga zaradi zavajajočega montiranja izjav anketirancev, slabo zgrajenih argumentov in pristranskosti označili za sleparsko politično propagando.

## Zgodovina
Koncept inteligentnega načrta je razvila skupina ameriških kreacionistov, ki so prilagodili svoje argumente da bi obšli sodbe ameriških sodišč, ki so prepovedale učenje »znanosti o kreaciji« v šolah zaradi kršenja načela ločitve cerkve od države. Prvo pomembnejše delo, kjer je bil uporabljen izraz, je bil učbenik biologije za srednje šole Of Pandas and People (O pandah in ljudeh) iz leta 1989. Od sredine devetdesetih let dvajsetega stoletja podpira zagovornike organizacija Discovery Institute, ki preko svojega Centra za znanost in kulturo upravlja in financira gibanje. Javno si prizadevajo za vključitev inteligentnega načrta v učne načrte javnih šol, kar je vodilo do odmevnega procesa Kitzmiller proti šolskemu okrožju Dover Area leta 2005. V njem je ameriški okrožni sodnik John E. Jones III razsodil, da inteligentni načrt ni znanost in da je »nerazločljiv od svojih kreacionističnih, s tem pa religioznih predhodnikov«, torej je podpora inteligentnemu načrtu s strani šolskega okrožja kršitev amandmaja ameriške ustave o dajanju prednosti eni religiji pred drugimi. Kljub temu gibanje ni zamrlo in je pričelo ciljati na spremembo zakonodaje na ravni zveznih oblasti namesto na spremembe učnih načrtov pri posameznih šolskih odborih. Argumente podpornikov občasno ponavljajo tudi posamezni evropski politiki in druge javne osebnosti v diskusijah na to temo.